# NF Z 44-005
La norme NF Z 44-005 était une norme française (NF) homologuée relative aux références bibliographiques.

## Présentation
Elle était constituée de deux fascicules :
- Sa partie 1 (Documentation - Références bibliographiques - Contenu, forme et structure) de décembre 1987 a été adaptée par l'AFNOR, sous l'indice de classement Z 44-005, de la norme internationale ISO 690.
- Sa partie 2 (Information et documentation - Références bibliographiques - Documents électroniques, documents complets ou parties de documents) de février 1998 a été adaptée par l'AFNOR, sous l'indice de classement Z 44-005-2, de la norme internationale ISO 690-2.

La norme NF en deux parties a été remplacée par la norme NF ISO 690 d'août 2010 constituée du document : Information et documentation - Principes directeurs pour la rédaction des références bibliographiques et des citations des ressources d'information,.